# Eliézer de Beaugency
Éliézer de Beaugency était un exégète juif français du XIIe siècle. Né à Beaugency, dans le Loiret, Éliézer fut, d'après certains chercheurs, l'élève de Samuel Ben Meïr, petit fils de Rachi de Troyes. Ses commentaires bibliques en font un des représentants les plus distingués de l'exégèse juive médiévale du nord de la France.  

## Travaux
Son style se distingue des autres commentateurs juifs du Moyen Âge puisqu'il ne s'attache pas à l'exégèse rabbinique traditionnelle. Il ne cite que rarement les Midrashim car, pour lui, ils ne sont pas conformes au sens littéral du texte. Son interprétation entre, d'ailleurs, parfois en conflit avec la halakha. 
Son souci principal était de trouver le lien entre les versets successifs et la séquence de pensée, méthode également caractéristique du système d'interprétation employé par Rashbam et Joseph Kara. Ne s'intéressant ni aux observations grammaticales ni aux critiques audacieuses, il parvint à expliquer, avec une grande satisfaction, certains passages abstraits conformément aux métaphores employées dans le contexte. Il a souvent utilisé des termes français pour exprimer ses pensées plus clairement. Comme Rachi de Troyes, il traduisait souvent en langue d’oïl les mots hébreux les plus difficiles. Il était particulièrement intéressé à dater les prophéties bibliques et à donner des explications rationnelles aux miracles décrits par les Écritures. 
Trois de ses commentaires ont été conservés: sur Isaïe, sur Ézéchiel, et sur les 12 prophètes mineurs. Toutefois, il ressort des références de ces ouvrages et de ceux d’autres exégètes qu’Éliézer a également écrit des commentaires sur le Pentateuque, Jérémie, Psaumes, Ecclésiaste et Daniel. Il est possible qu'il ait couvert tous les livres de la Bible.